# Follow Me (Muse)
Follow Me è un singolo del gruppo musicale britannico Muse, pubblicato il 7 dicembre 2012 come secondo estratto dal sesto album in studio The 2nd Law.

## Descrizione
Coprodotta dal gruppo con i Nero, Follow Me presenta influenze provenienti dal dubstep e contiene elementi strumentali tratti dai precedenti due album dei Muse, Black Holes & Revelations e The Resistance. Inoltre, l'introduzione del brano è caratterizzata dal battito cardiaco dal figlio di Matthew Bellamy, Bingham.

## Pubblicazione
Il brano è stato confermato come singolo ad ottobre, quando su eBay sono iniziati a circolare alcune copie promozionali. Il 31 ottobre i Muse hanno pubblicato gratuitamente una versione dal vivo di Follow Me eseguita all'O2 Arena di Londra il 27 ottobre 2012, mentre il giorno dopo è stato pubblicato un lyric video sul canale YouTube del gruppo.
Poco tempo dopo è stata pubblicata la copertina del singolo attraverso la pagina della discografia del gruppo, venendo infine pubblicato per il download digitale il 7 dicembre in una versione remixata da Stuart Price.

## Video musicale
Il videoclip, pubblicato l'11 dicembre 2012, mostra principalmente i Muse eseguire il brano dal vivo, oltre ad altri filmati registrati durante i vari concerti tenuti dal gruppo nel corso del loro tour europeo.

## Tracce
CD promozionale (Regno Unito)
1. Follow Me (Album Version) – 3:53
2. Follow Me (Jacques Lu Cont's Thin White Duke Remix) – 5:55

Download digitale – Live from the O2, London
1. Follow Me (Live from the O2, London) – 3:57

Download digitale
1. Follow Me (Jacques Lu Cont's Thin White Duke Remix) – 5:54

## Formazione
Gruppo
- Matthew Bellamy – voce, chitarra, tastiera, sintetizzatore
- Chris Wolstenholme – basso, voce, sintetizzatore
- Dominic Howard – batteria, percussioni, sintetizzatore

Altri musicisti
- Alessandro Cortini – sintetizzatori aggiuntivi

Produzione
- Muse – produzione
- Tommaso Colliva – produzione aggiuntiva, ingegneria del suono, missaggio aggiuntivo
- Adrian Bushby – produzione aggiuntiva, ingegneria del suono
- Nero – produzione aggiuntiva, missaggio
- Matthew Bellamy – missaggio aggiuntivo

## Classifiche
| Classifica (2013)         | Posizione massima |
| ------------------------- | ----------------- |
| Belgio (Fiandre)          | 31                |
| Belgio (Vallonia)         | 37                |
| Francia                   | 56                |
| Giappone                  | 37                |
| Italia                    | 41                |
| Stati Uniti (alternative) | 19                |